# ハリナズナ
ハリナズナ（Subularia aquatica）は、アブラナ科の植物。針のような細い葉を持つ。湿地や湖沼に生育する水生植物。ハリナズナ属の模式種。和名はアカマロソウともされる。

## 分布
北アメリカ、カナダ、ロシア、ヨーロッパ、日本の東北地方など、北半球の北方を中心に分布。日本では、1982年に岩手県で初めて報告された。

## 特徴
葉は線形で、長さは0.5-5cm。花は夏に開花し、1個体に2、3個の花をつける。花は水中では閉鎖花であり、自家受粉によって種子を生産する。空気中では白い花弁を持つ開放花をつける。果実は大きさ2-3mmで、中に種子が数個入っている。

## 利用
特に利用されない。